# سیارک ۱۰۴۵۹
سیارک ۱۰۴۵۹ (به انگلیسی: 10459 Vladichaika، نامگذاری:1978SJ5) ده هزار و چهارصد و پنجاه و نهمین سیارک کشف شده‌است که در ۲۷ سپتامبر ۱۹۷۸ کشف شد.
قدر مطلق سیارک برابر ۱۷٫۰ است.